# Ло Тининь, Иоанн Батист
Иоанн Батист Ло Тининь (1825 г., Цинъян, провинция Гуйчжоу, Китай — 29.07.1861 г., Цинъян, провинция Гуйчжоу, Китай) — святой Римско-Католической Церкви, мученик.

## Биография
Ло Тининь родился в 1825 году в богатой семье в населённом пункте Цинъян, провинция Гуйчжоу. Получил хорошее образование, изучал медицину, чтобы открыть собственную больницу. Познакомившись с католиком, Ло Тининь принял крещение и вскоре обратил в католицизм всю свою семью. Через некоторое время оставив медицинскую практику, стал заниматься сельским хозяйством. Иоанн Бастист Ло Тининь помогал католическому священнику строить семинарию и занимался административными делами в местной католической общине.
Весной 1861 года Иоанн Батист Ло Тининь был арестован вместе с Иосифом Чжан Вэньланем и Павлом Чэнь Чанпином. Арестованные содержались в заключении в старом заброшенном храме. 29 июля 1861 года они были приговорены к смертной казни за исповедание христианства. По дороге на место казни также была арестована и казнена вместе с тремя осуждёнными Марта Ван Ло Маньдэ, которая приносила узникам в течение трёх месяцев пропитание, когда те содержались в тюрьме.

## Прославление
Иоанн Батист Ло Тининь был беатифицирован 2 мая 1909 года римским папой Пием X и канонизирован 1 октября 2000 года римским папой Иоанном Павлом II вместе с группой 120 китайских мучеников.
День памяти в Католической Церкви — 9 июля.

## Источник
- George G. Christian OP, Augustine Zhao Rong and Companions, Martyrs of China, 2005, стр. 77 (недоступная ссылка)  (англ.)